# 승호
승호(본명: 양승호, 1987년 10월 16일 ~ )는 대한민국의 그룹 엠블랙의 멤버이자 배우이다. KBS 드라마 《반올림》에 출연하기도 하였다. 본관은 청주 양씨이다.

## 학력
- 안양예술고등학교
- 세종대학교 영화예술학과 (휴학)

## 활동

### 방송
- 2004년 《성장드라마 반올림#1》 - 학생 역
- 2010년 《도망자 플랜 B》 - 특별출연

### 뮤지컬
| 연도 | 제목             | 역할   |
| ---- | ---------------- | ------ |
| 2012 | 광화문연가       | 현우   |
| 2014 | 문 나이트        | 강우혁 |
| 2016 | 사랑은 비를 타고 | 동현   |
| 2020 | 또 오해영        | 박도경 |

### 영화
- 2016년 《로큰롤 할배》 ... 기호태 역